# Mimandria
Mimandria is een geslacht van vlinders van de familie spanners (Geometridae), uit de onderfamilie Geometrinae.

## Soorten
- M. cataractae Prout, 1917
- M. diospyrata (Boisduval, 1833)
- M. insularis Swinhoe, 1904
- M. kely Viette, 1971
- M. recognita (Saalmüller, 1891)